# Véra Pagava
Véra Pagava, née le 27 février 1907 à Tiflis (Empire russe à l'époque, aujourd'hui en Géorgie, sous le nom de Tbilissi), et morte le 25 mars 1988 à Ivry-sur-Seine, est une artiste-peintre géorgienne appartenant à la Nouvelle École de Paris, (partie abstraction, non-figuration). 

## Biographie
Vera Pagava naît à Tiflis dans une famille de la noblesse libérale où l'on pratique le français. Son père est juriste international et sa mère pédagogue. En 1919, elle accompagne sa famille qui souhaite faire soigner en Suisse son père, qui est de santé fragile. La famille s’installe ensuite à Berlin en Allemagne. En 1921 l'Armée rouge envahit la Géorgie et la famille demeure en exil. 
En 1923, la famille Pagava rejoint la communauté géorgienne en exil en France et s'installe à Montrouge. Vera Pagava s'intéresse très tôt aux arts plastiques, elle fréquente d'abord l'école Arts et Publicité, puis en 1924 l'atelier d'André Lhote, l'École des arts décoratifs et de 1932 à 1939 l'atelier de Roger Bissière à l'Académie Ranson et à l'Académie de la Grande Chaumière. Elle s'y lie notamment avec Jean Bertholle, Jean Le Moal, Alfred Manessier, Maria Elena Vieira da Silva, Árpád Szenes, Nicolas Wacker, Roger Hilton, Guidette Carbonell les sculpteurs Étienne Martin et François Stahly. Elle participe ainsi, en 1938 et 1939, aux expositions à Paris du groupe Témoignage initiées par Marcel Michaud.
Durant cette période Vera Pagava gagne sa vie en peignant sur tissu. Elle obtient en 1940 un diplôme d'infirmière.
En 1943, elle fait la rencontre de Jeanne Bucher, qui lui ouvre les portes de sa galerie et l'expose pour la première fois en 1944 aux côtés de Dora Maar. De nombreuses expositions personnelles et collectives suivront à la galerie Jeanne Bucher, en 1947 (avec Jean Bertholle, Étienne Martin, Juana Muller et François Stahly), 1951, 1954 et 1960.  
Dans les années 1950, Vera Pagava participe à de nombreuses expositions à l'étranger : à Bruxelles en 1953, en Norvège en 1954 (Oslo, Bergen Trondheim, aux côtés de Janice Biala et Maria Helena Vieira da Silva), Wuppertal en 1955, Berlin en 1956, Lausanne en 1957, à New York à la Meltzer Gallery en 1959. 
Entre portraits ou  natures mortes, Vera Pagava se concentre sur le jeu des motifs de la toile. Elle réalise une peinture murale monumentale pour le fronton du Pavillon du Saint-Siège, Vatican à l'occasion de l'Exposition Universelle de 1958 à Bruxelles.  
En 1966, elle représente la France à la Biennale de Venise, où une salle est consacrée à ses aquarelles. 
En 1968, une exposition rétrospective lui est consacrée au Château de Ratilly, dans l'Yonne, France. 
À partir de 1972, elle est représentée par la galerie Darial (rue de Beaune, Paris), fondée par son amie Thamar Tarassachvili.  
En 1982 et 1983 une exposition rétrospective itinérante de son œuvre est présentée au Musée des beaux-arts de Dijon (Donation Granville), au Musée de Beauvais, au Musée Saint-Denis de Reims et au Musée des Beaux-Arts de Troyes.
En 2012, la première rétrospective de son œuvre est organisée au Musée National à Tbilissi, en Géorgie.

## Réalisations monumentales
- 1936 : peinture murale, école de la rue Ave-Maria, Paris.
- 1937 : peinture murale, école de la rue de Ménilmontant, Paris.
- 1950 : peinture murale, hall de réception du Grand hôtel de France, Poitiers.
- 1958 : peinture murale, église du pavillon du Saint-Siège, exposition universelle et internationale, Bruxelles.
- 1982 : peinture murale, direction générale des Télécommunications, Dijon.
- 1987 : vitraux et mobilier liturgique, église Saint-Joseph de Dijon.

## Illustrations
- 1974 : Le Livre des livres, poèmes de Pierre Lecuire, illustrations de Aguayo, Geneviève Asse, César, Charchoune, Étienne Martin, Garache, Marq, Jean Messagier, Henry Moore, Véra Pagava, Brigitte Simon, Szenes, Tal Coat, Ubac, Vieira da Silva.
- 1977 : Pasargades, deux proses de Pierre Lecuire, quatre pointes sèches de Véra Pagava.
- 1979 : Poèmes métaphysiques, poèmes de Pierre Lecuire, sept pointes sèches de Vera Pagava.
- 1981 : Âme une, poèmes de Mila Gagarine, gravures de Geneviève Asse, Véra Pagava et Brigitte Simon.
- La Correspondance du vin (essais), dessins de Jean Bertholle, Georges Dayez, Elvire Jan, Jean Le Moal, Alfred Manessier, Véra Pagava, Édouard Pignon, Gustave Singier et Jean-Paul Turmel, Éditions Guitardes, Paris, 1981.

## Musées
- Centre national d'art et de culture Georges-Pompidou, Paris, France
- Musée d'Art moderne de Paris, Paris, France
- Fonds régional d'art contemporain d’Ile-de-France, France
- Centre national d'art contemporain, Paris, France
- Centre national des arts plastiques, Paris, France[5]
- Musée des Beaux-Arts de Dijon (Donation Pierre Granville), Dijon, France
- Musée Unterlinden, Colmar, France
- Musée de Gajac, Villeneuve-sur-Lot, France
- Musée de Grenoble, Grenoble, France
- Musée Pierre-Noël de Saint-Dié-des-Vosges, Saint-Dié des Vosges, France
- Musée d'art moderne et contemporain de Saint-Etienne, MAMC, France
- Musée cantonal des Beaux-arts de Lausanne, Suisse
- Musée National de Géorgie, Tbilissi, Géorgie

### Monographie
- Pierre Descargues, Vera Pagava : vers l'indicible, Paris, Area Descartes, 2010, 207 p. (ISBN 978-2-84446-171-1)

### Catalogues
- Véra Pagava, Saint-Dié-des-Vosges, Musée Pierre Noël, 2001, 60 pages
- Véra Pagava, Musée de Pontoise, texte de Edda Maillet, 1987, 12 pages.
- Hélène Akhvlédiani et Véra Pagava, Paris, Musée du Montparnasse, 2008
- Véra Pagava, Tbilissi, Galerie Nationale de Géorgie, 2012
- Autour de Juana Muller, Sculptrices et peintres à Paris 1940-1960 (Marta Colvin, Charlotte Henschel, Elvire Jan, Vera Pagava, Alicia Penalba, Helen Phillips et Irène Zack), Maison des Arts, Parc Bourdeau, Antony, avril-juin 2016.
- Vera Pagava. Corps célestes, texte de Matthieu Poirier, cat. expo., galeries Jeanne Bucher Jaeger, Le Minotaure et Alain Le Gaillard, Paris, 2016.

### Articles
- Guy Weelen, « Véra Pagava et le sens du sacré », dans Prisme des arts, n° 8, Paris, janvier 1957. p. 32-33.
- Lydia Harambourg, Le retour de Véra Pagava, dans La gazette de l'Hôtel Drouot, Paris, 25 février 2005
- Véra Pagava, Cahiers Bleus, Printemps 1982, supplément n° 1

### Ouvrages généraux
- Groupe Témoignage, 1936-1943, Lyon, Musée des Beaux-Arts, 1976
- Juvigny, Montparnasse, années 30 : éclosions à l'académie Ranson : Bissière, Le Moal, Manessier, Etienne-Martin, Stahly, Heule, Belgique, Éditions Snoeck, 2010, 95 p. (ISBN 978-90-5349-796-8)